# Pentacarbonyle de fer
Cet article possède un paronyme, voir Carbonyle de fer.
Le pentacarbonyle de fer, également appelé fer pentacarbonyle qui est une traduction incorrecte de l'anglais iron carbonyl, est un composé chimique du fer de formule chimique brute Fe(CO)5. 
Dans les conditions standards, Fe(CO)5 est un liquide mobile de couleur jaune paille avec une odeur âcre. 
C'est un composé toxique.

## Usages
Il est un précurseur commun pour de nombreux et divers autres composés du fer dont beaucoup sont utilisés en synthèse organique.
Il est utilisé comme additif de carburant (agent anti-cliquetis).

## Préparation
Le pentacarbonyle de fer est préparé par la réaction de fines particules de fer métallique sur du monoxyde de carbone, CO. Il est disponible commercialement et bon marché.
Dans le procédé Mond, lorsqu'il est mené à haute pression (70 bar et 170 °C), ce gaz apparait lors de la carbonylation du fer contenu dans la matte de nickel. Bien que le fer soit présent en faible quantité (moins de 2 %), la formation et la décomposition du pentacarbonyle de fer se produisent dans des conditions assez proches de celles du tétracarbonyle de nickel. Le composé ferreux étant sans intérêt, il pollue le tétracarbonyle de nickel. On sépare ces deux gaz par condensation fractionnée, le carbonyle de nickel se condensant à 43 °C et le carbonyle de fer à 103 °C.